# 生活協同組合コープぐんま

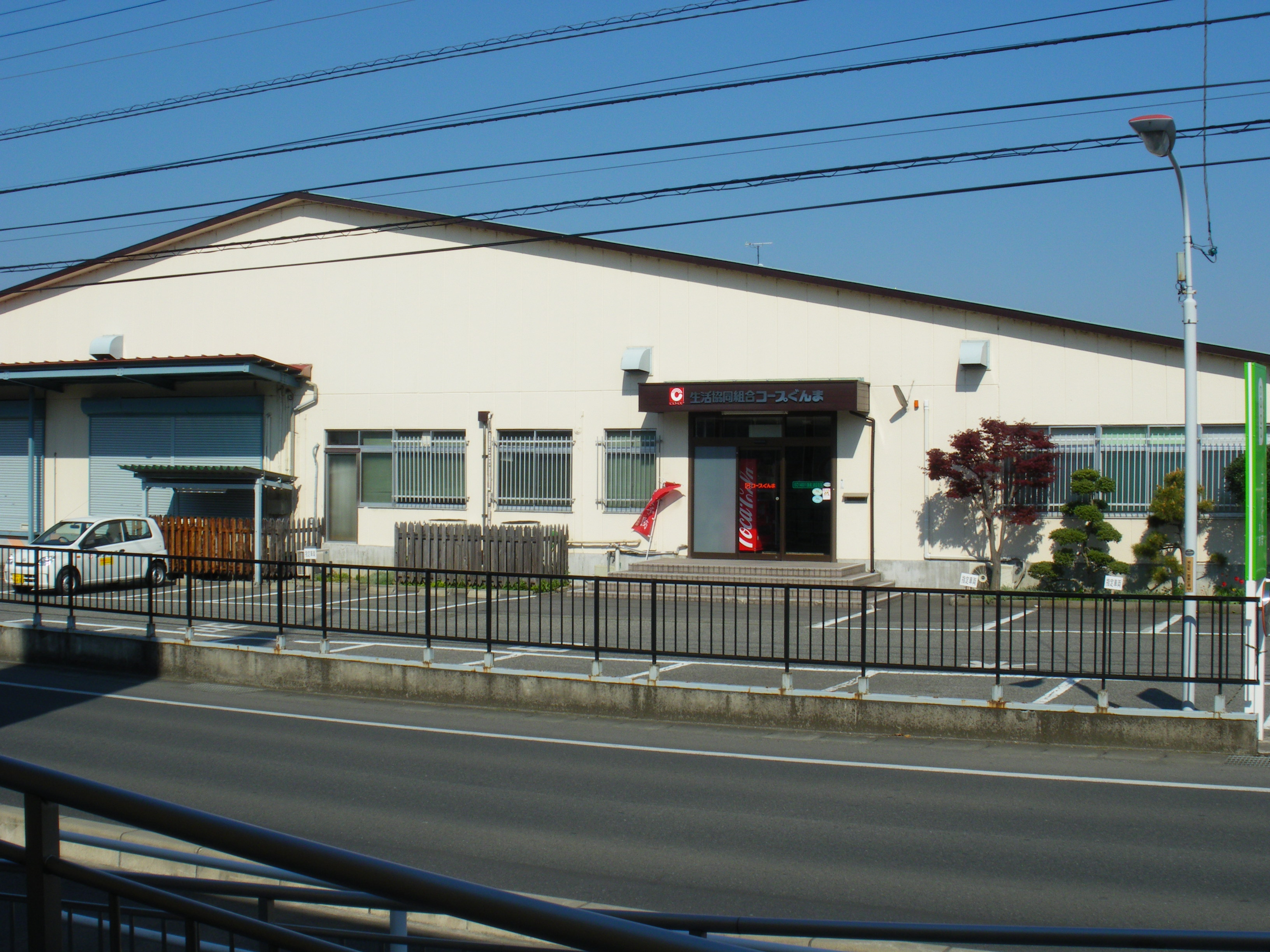
生活協同組合コープぐんま本部

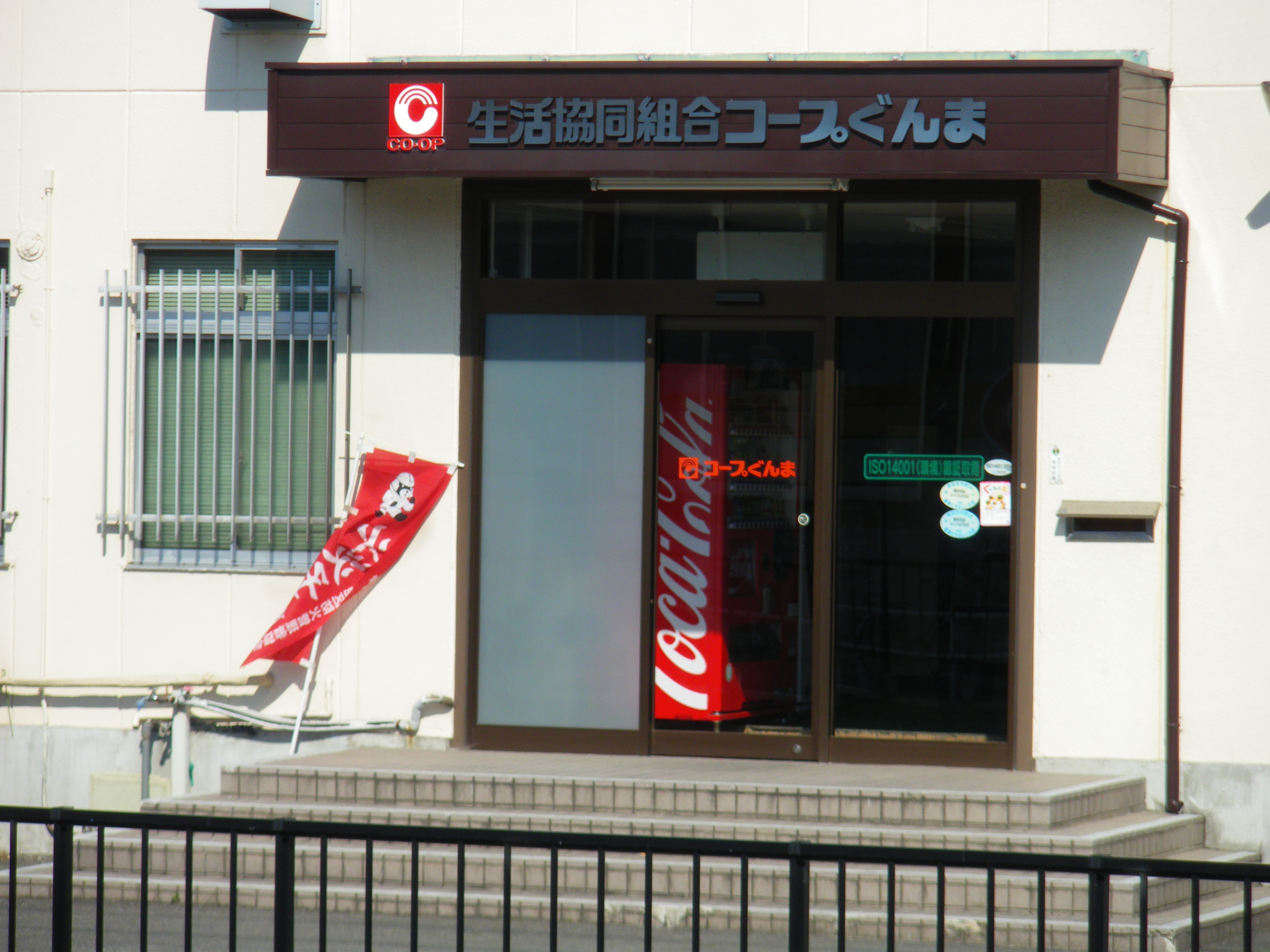
生活協同組合コープぐんま本部（入口付近）

生活協同組合コープぐんま（せいかつきょうどうくみあいコープぐんま）は、群馬県桐生市に本部をおく生活協同組合。
コープデリに加盟。日本初となる県域を越えた事業連帯組織。
2014年（平成26年）10月現在でスーパーマーケット8店舗のほか、コープデリ宅配事業を展開している。
組合員数は244,118(世帯)人（2010年3月20日現在）。

## 沿革
- 1956年（昭和31年） - 桐生中央消費生協設立[3]。
- 1970年（昭和45年） - 前橋市民生協設立
- 1976年（昭和51年） - 西部市民生協、北部県民生協設立[3]。桐生中央消費生協が群馬県民生協に名称変更[3]。
- 1984年（昭和59年） - 群馬県民生協、西部市民生協、北部県民生協の三生協が合併し、群馬県民生協に[3]。
- 1986年（昭和61年）1月 - 北関東協同センター設立総会を開催[1]。
- 1991年（平成3年） - コープカード（組合員証）発行
- 1992年（平成4年）
  - 3月 - 生活協同組合連合会コープネット事業連合創立総会を開催[1]。
  - 7月21日 - コープネット事業連合を設立[4]。いばらきコープ、とちぎコープ、コープぐんま、ちばコープ、さいたまコープの5生協が参加[1]。
  - 9月 - 群馬県民生協と前橋市民生協が合併、コープぐんま誕生[1]。
- 1995年（平成7年）
  - 8月 - 店舗システムとEOSを共同化[1]。
  - 11月 - 店舗POSを共同化[1]。
- 1999年（平成11年）3月 - 生鮮商品部機能をコープネット事業連合へ委託[1]。
- 2002年（平成14年）8月 - コープさいたまとPC・日配センターの共同化を開始[1]。
- 2003年（平成15年） - コープカードの変更（利用高割戻制からポイント制度へ移行）
- 2006年（平成18年） - 高崎市民生協、東毛生協がコープぐんまと組織合同
- 2007年（平成19年）
  - 3月 - 高崎市民生協と東毛生協を合併[1]。
  - 4月 - 19店舗の内、不採算店5店舗(相生店、茂呂店、十王公園店、元町店、とみおか店)を閉鎖
- 2010年（平成22年）4月～5月 - 14店舗の内、不採算店6店舗(薮塚店、けやき通り店、境町店、群馬町店、豊岡店、中之条店)を閉鎖

## 店舗一覧
2007年初めには計19店舗を展開していたが、「ミニコープ」という小型店舗(売場面積50坪程度)を全店閉店。
2014年（平成26年）10月現在は中型・大型店舗(売場面積150坪から450坪)8店舗のみとなっている。
前橋市
- コープ昭和店
- コープ細井店

高崎市
- コープ寺尾店 - 2014年（平成26年）に大幅に改装[2]。

桐生市
- コープ東久方店

伊勢崎市
- コープ宮子店

太田市
- コープ新井店

藤岡市
- コープ藤岡店

邑楽郡邑楽町
- コープ中野店

## コープデリ宅配センター一覧
共同購入、個別購入の配達・受付を行うセンター。県内に9拠点。
前橋市
- コープデリ南前橋センター
- コープデリ東前橋センター

高崎市
- コープデリ新高崎センター

みどり市
- コープデリ桐生センター

渋川市
- コープデリ北部センター

沼田市
- コープデリ沼田センター

藤岡市
- コープデリ藤岡センター

富岡市
- コープデリ富岡センター

邑楽郡大泉町
- コープデリ太田センター

## コープカード

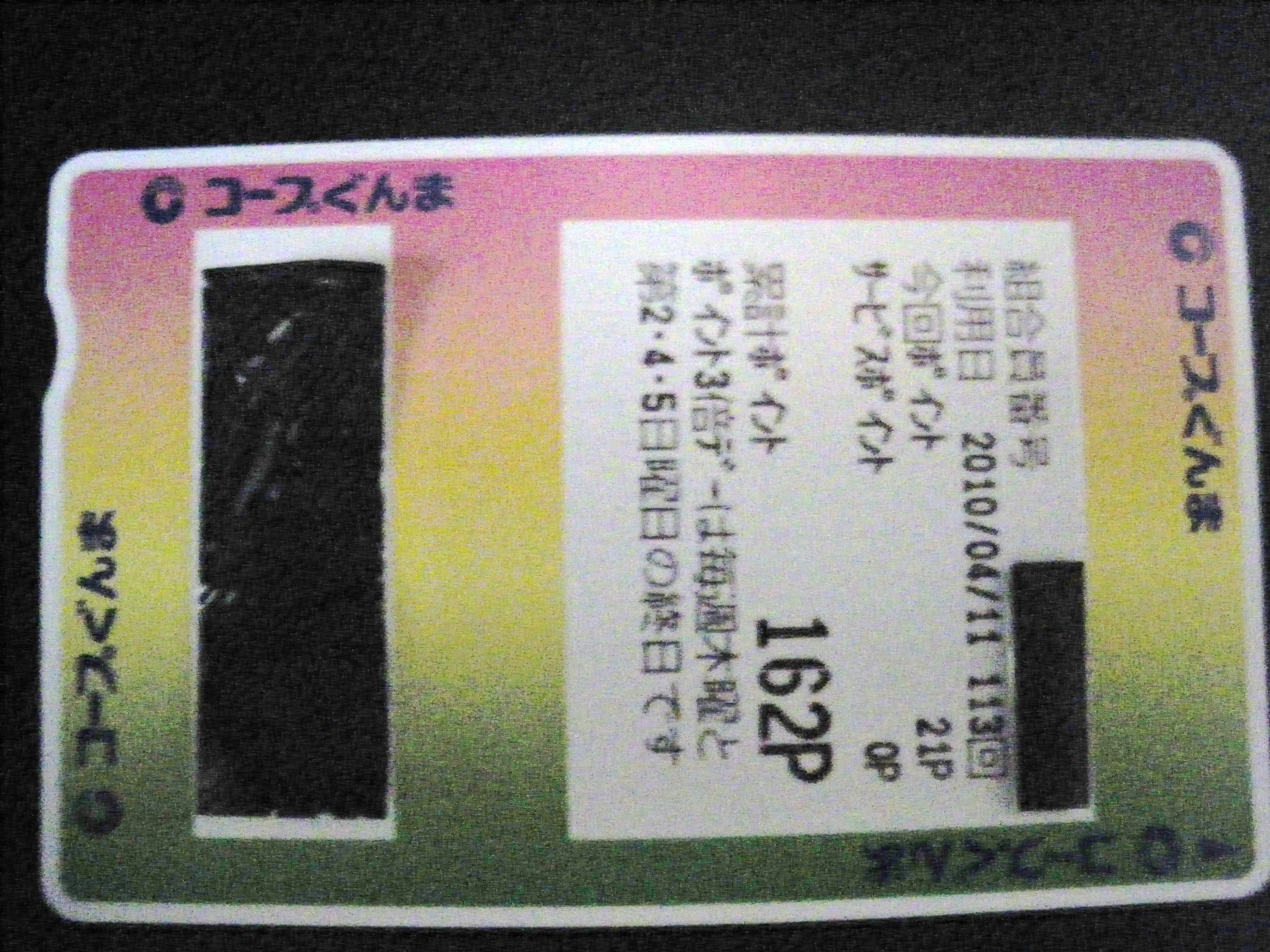
コープカード

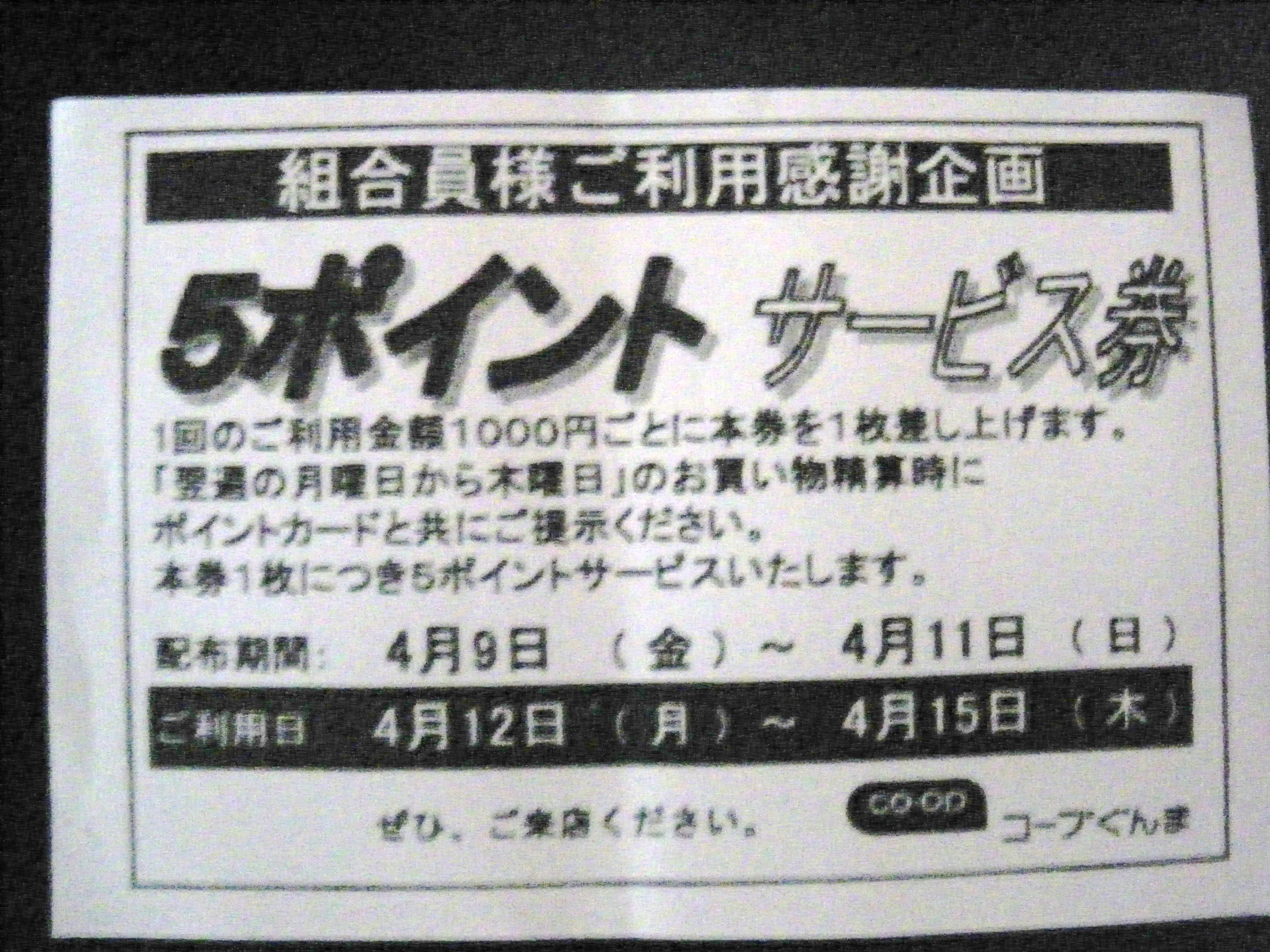
5ポイントサービス券

店舗を利用する組合員に発行されるポイントカード。
基本ポイント(「今回ポイント」の欄に表示)
- 購入金額200円(税込)につき1ポイント(毎週木曜日と第2、第4、第5日曜日は3ポイント、不定期でポイント5倍、10倍の場合あり)

ボーナスポイント(「サービスポイント」の欄に表示)
- レジ袋を辞退すると5ポイント(2点以上購入の場合に限る)
- 毎月第1日曜日に2,000円(税込)以上購入の上、「ぐーちょきパスポート」[5]を提示すると50ポイント
- 毎週金、土、日曜日の3日間に配布される「5ポイントサービス券」[6]を翌週の月、火、水、木曜日の来店・購入時に提示すると1枚につき5ポイント

たまったポイントは500ポイントで「お買い物券」500円と交換するか、出資金500円に振り替える。
ポイント端末はPOSレジと連動していないため、店員が手入力している。
ポイント以外のサービス
- 毎月第1、第3日曜日は一部の商品を除き購入金額から5％引き。
- 年に数回、一定金額・回数以上購入の組合員に優待ハガキ(5％引き券、商品割引クーポン)が送付される。

コープデリ宅配にもポイントの制度があるが、店舗のポイント制度とは内容が異なり、連動もしていない。